# Minton-erdeisólyom
A Minton-erdeisólyom (Micrastur mintoni) a madarak osztályának sólyomalakúak (Falconiformes) rendjébe és a  sólyomfélék (Falconidae) családjába tartozó faj.

## Előfordulása
Bolívia és Brazília területén honos.